# CD Platense Municipal Zacatecoluca
Club Deportivo Platense ist ein salvadorianischer Fußballverein aus  Zacatecoluca im Departamento La Paz, der zur besseren Unterscheidung vom früher gleichnamigen Verein aus dem Nachbarland Honduras auch als  CD Platense Municipal Zacatecoluca bezeichnet wird.

## Geschichte
Der Club Deportivo Platense stieg erstmals 1974 in die höchste salvadorianische Spielklasse auf und gewann in seiner ersten Saison 1974/75 die salvadorianische Fußballmeisterschaft. Dieser Erfolg sollte sich jedoch nicht mehr wiederholen und am Ende der Saison 1980/81 stieg die Mannschaft wieder aus der ersten Liga ab. 40 Jahre später gelang am Ende der Saison 2020/21 die Rückkehr in die höchste Spielklasse.

## WM-Teilnehmer des Vereins
Obwohl der Verein 1982 bereits in der zweiten Liga spielte, gehörte sein Mittelfeldspieler Mauricio Alfaro bei der Fußball-Weltmeisterschaft 1982 zum salvadorianischen WM-Aufgebot. Alfaro kam im letzten Gruppenspiel der Vorrunde gegen Argentinien zum Einsatz, als er in der 79. Minute für Joaquín Ventura eingewechselt wurde. Weil El Salvador sich seither nicht mehr für eine WM-Teilnahme qualifizieren konnte, gehörte Alfaro somit zu den letzten 11 Spielern, die für sein Heimatland bei einer WM auf dem Spielfeld standen.

## Erfolge
- Salvadorianischer Meister: 1974/75